# 赫里斯蒂尼夫卡區
赫里斯蒂尼夫卡區（烏克蘭語：Христинівський район）是位於烏克蘭中部切爾卡瑟州的舊區，行政中心为赫里斯蒂尼夫卡，並於2020年被撤銷。該區面積632平方公里，2015年人口35,422，人口密度每平方公里56.05人。